# La Nuit de l'amandier
La Nuit de l'amandier est un roman de Françoise Bourdon publié en 2009.

## Résumé
En 1890 vers Sault, Anna, 16 ans, est fille d'Aimé, cultivateur d'amandiers. Il lui passe la main et meurt en 1892. Elle épouse Armand, nougatier à Apt et a Rose et Georges avant 1900. Rose a Philippine, de Génin, en 1913. Georges est amputé d'une jambe en 1917. Rose s'éprend d'un Anglais et va vivre dans le Kent. Armand meurt. Anna se met avec Martin, fabricant de fruits confits. Philippine épouse Olivier, lavandier de 48 ans et fils de Martin, en 1939. Martin ferme sa fabrique en 1940 faute de sucre. Philippine a Aurélien. Anna et Martin sont tués par les SS en 1943. Olivier, résistant, est déporté à Buchenwald en 1944. Georges, collabo, est tué en 1945. Olivier revient en 1945.